# Abe Silverstein

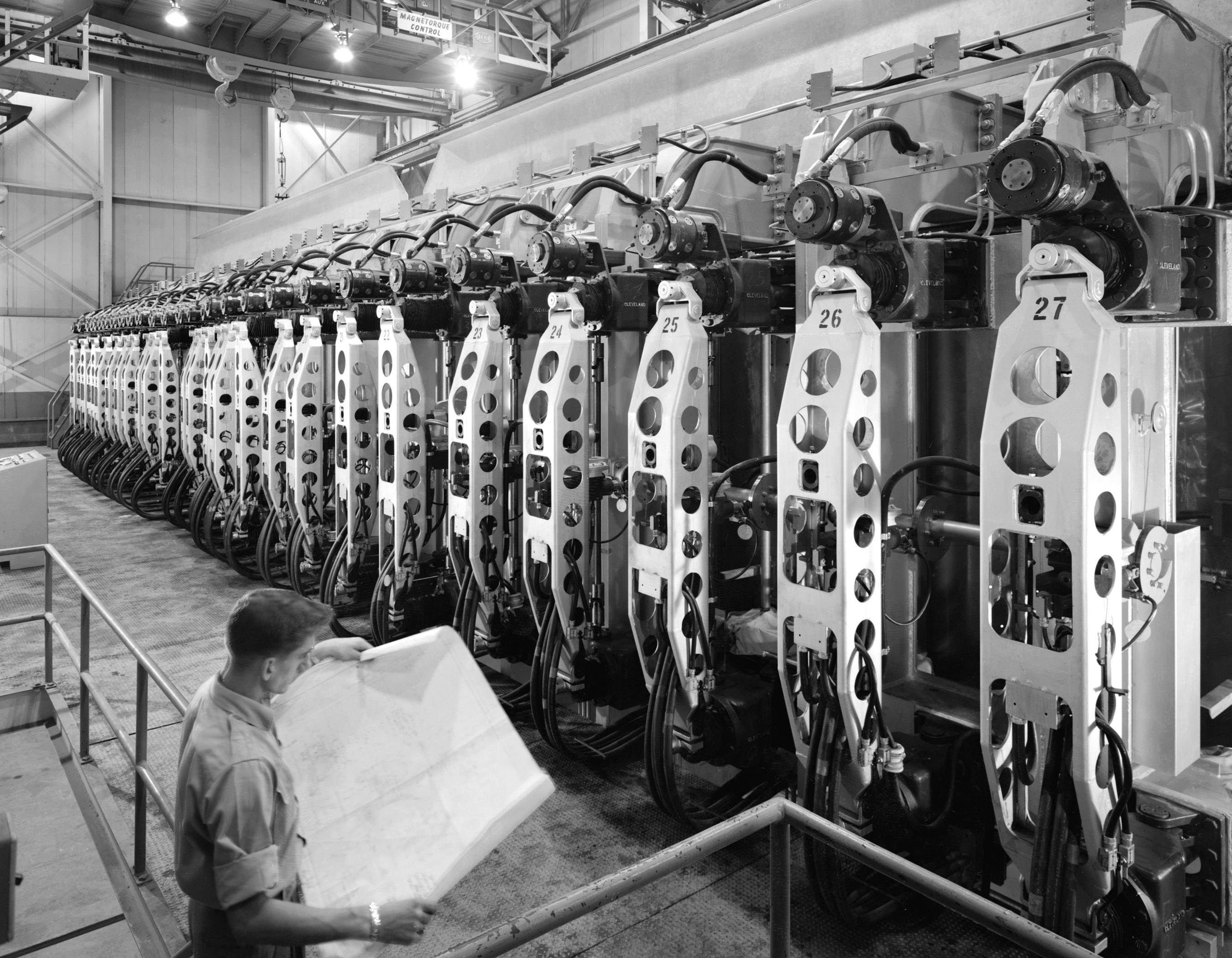
Abe Silverstein en el túnel de viento supersónico (1955)

Abraham «Abe» Silverstein (Terre Haute, Indiana, 15 de septiembre de 1908-Fairview Park, Ohio, 1 de junio de 2001) fue un ingeniero estadounidense y uno de los dirigentes más destacados de la NASA en los años de la carrera espacial. Jugó un papel decisivo en el desarrollo de las capacidades espaciales de Estados Unidos, y es considerado una de las personas clave en la planificación y ejecución de los programas y misiones de Apolo, Ranger, Mariner, Surveyor y Voyager. Fue él quien dio el nombre del dios griego y romano Apolo al programa de vuelos espaciales tripulados, cuyo máximo exponente —la misión Apolo 11— realizaría el primer alunizaje de la historia. Silverstein fue uno de los más longevos directores de la NASA y de su predecesor, el NACA.

## Infancia y educación

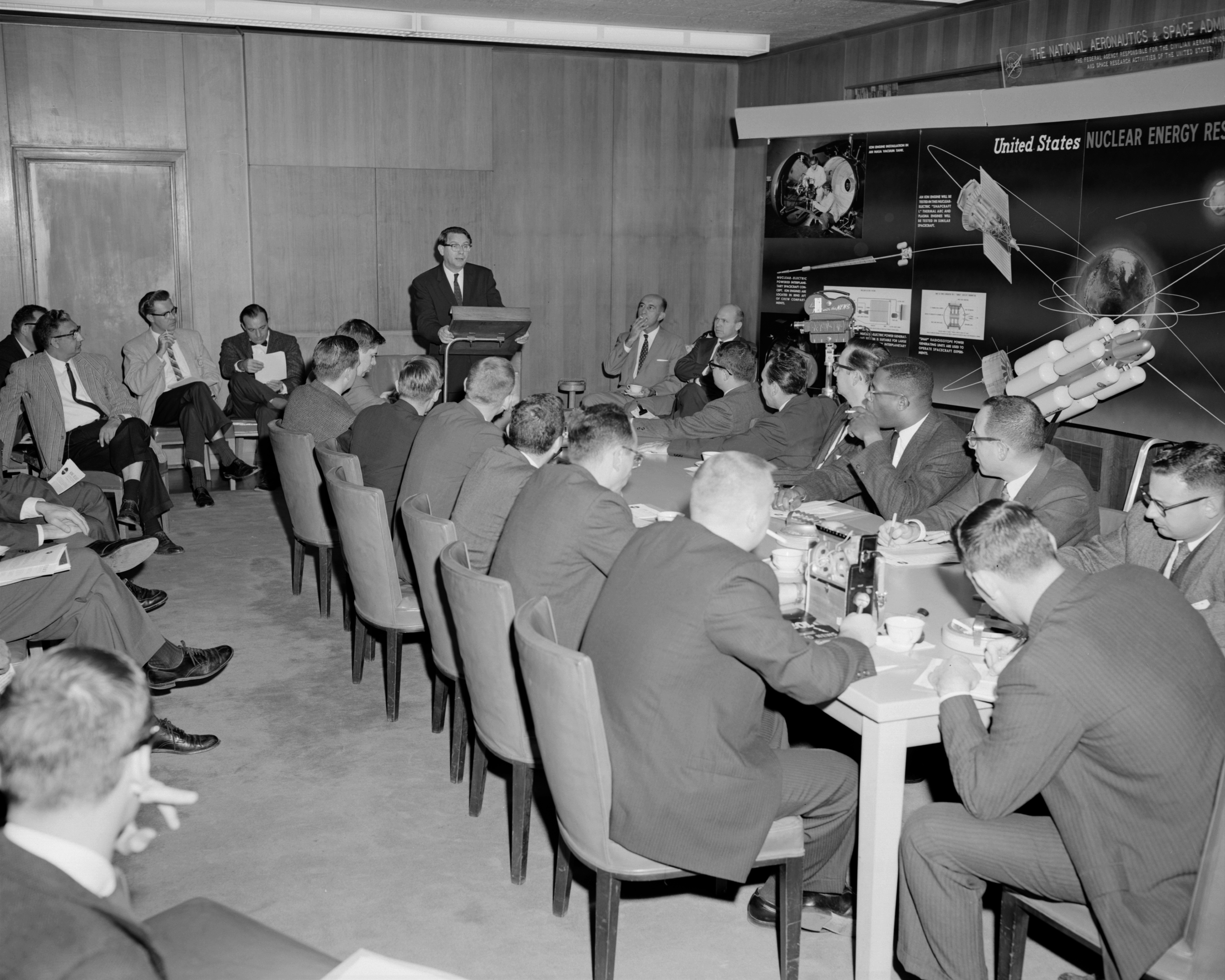
Abe Silverstein, director del Lewis Research Center, en un discurso sobre los beneficios de la propulsión nuclear (1961)

Abe Silverstein nació y creció en el seno de una familia judía de Indiana, único hijo varón de Joseph y Eva Silverstein, que además tenían 5 hijas. Estudió las carreras de grado (ingeniería mecánica, graduado en 1929) y posgrado (máster en ingeniería, licenciado en 1934) en el Rose-Hulman Institute of Technology, entonces llamado Rose Polytechnic Institute, una institución privada de enfoque teconológico-científico ubicada en su ciudad natal, de donde saldrían algunos otros destacados científicos estadounidenses de las décadas de 1930-1940.

## Carrera en la NASA
En 1929, Silverstein fue contratado por el Comité Asesor Nacional para la Aeronáutica (NACA) en el Centro de investigación de Langley como experto en aerodinámica. Allí trabajaba en el diseño del túnel de viento de Cleveland (Ohio) —posteriormente conocido como Altitude Wind Tunnel (AWT)—, primer túnel de viento de Estados Unidos capaz de estudiar los motores en tamaño real y bajo condiciones de vuelo realistas, instalado en el Centro de investigación Glenn.
Cuando estalló la Segunda Guerra Mundial, aún estando en Langley, Silverstein se convirtió en director del programa de investigación aerodinámica, que fue clave en las mejoras del rendimiento en términos de velocidad máxima y alcance de los aviones de combate estadounidenses durante la guerra.
En 1944, ingresó en el Panel de la Alta Velocidad (High-Speed Panel), que coordinaba los trabajos de construcción del túnel de viento supersónico en el laboratorio de propulsión aérea del NACA, que se completaría en 1949, convirtiéndose tras la guerra en el responsable de la concepción, diseño y construcción de los primeros túneles de viento supersónicos del país (y los primeros del mundo con tecnología desarrollada en la posguerra). Las investigaciones llevadas a cabo en estas instalaciones a lo largo de los años contribuyeron de forma considerable al desarrollo del avión supersónico. En esos años, se convirtió en jefe de investigación del Programa de Propulsión Aerodinámica del AWT, decisivo en las mejoras en los primeros turborreactores. Además, fue pionero en la investigación a gran escala de los estatorreactores (junto al también judío, de origen austrohúngaro, Theodore von Kármán, de los fundadores del JPL).
En 1949, Silverstein fue nombrado jefe de investigación del Lewis Research Center (nombre anterior del Centro de investigación Glenn), y en 1952 fue elegido al cargo de director asociado (Associate Director). En 1958, recibió el título de doctor honoris causa de la Universidad Case en Cleveland.
Trasladado a la sede de la recién inaugurada NASA a finales de los años 1950, Silverstein participó y luego dirigió los esfuerzos de desarrollo de los vuelos espaciales en lo que sería el Programa Mercury, y estableció la base técnica del Programa Apolo. Es conocido por haber presidido la comisión gubernamental que recibió su nombre —la Comisión Silverstein—, oficialmente la Comisión de Evaluación de los Vehículos Saturno. Como director del Lewis Research Center, supervisó su mayor expansión histórica y su proyecto más destacado, a saber, el desarrollo del cohete Centauro para lanzamientos espaciales.

### Abe Silverstein y Wernher von Braun

#### Investigación con hidrógeno líquido
Junto con Wernher von Braun, Silverstein es considerado el otro cerebro tras la exitosa ejecución del Programa Apolo, ya que fue quien desarrolló la propulsión por hidrógeno líquido. Von Braun, cuya tesis doctoral en ingeniería espacial (presentada en Berlín, en 1934) trataba precisamente de los propelentes de cohetes, planeaba hacer uso del queroseno o combustible de alcohol en todas las fases de vuelo del Saturno V. Silverstein, en cambio, sugería que las propiedades del hidrógeno líquido fueran óptimas para la segunda y tercera fase del vuelo, aunque Von Braun calculaba que provocarían una reacción explosiva. Aquello causó una suerte de tensión en torno a los planos de desarrollo del programa, culminando en una reunión en 1959 que terminó en un fuerte desacuerdo.
Los cálculos de Von Braun, sin embargo, resultaron erróneos, y en 1967, tras la exitosa fase de pruebas de los motores, Von Braun dedicó los resultados «a Dr. Abe Silverstein, cuyo trabajo pionero en la tecnología del hidrógeno líquido ha allanado el camino al éxito de hoy».

#### Percepción histórica
La rivalidad profesional entre Silverstein y Von Braun no se limitaba al tipo de combustible de las lanzaderas, sino que se manifestaba en algunos otros puntos del programa (aunque sus opiniones en otros temas relacionados con los viajes espaciales, como el tamaño de los motores, coincidían). Los historiadores discrepan, sin embargo, sobre sus relaciones personales, alegando algunos que se caracterizaban por el antagonismo o la desconfianza. Esta interpretación ha sido desmentida tanto por Ernst Stuhlinger (físico, compatriota e intimo amigo de Von Braun) como por el propio Silverstein. El primero afirmó que Von Braun consideraba a Silverstein el mejor científico de cohetes de su tiempo, mientras que el segundo admitió que la NASA nunca volvió a ser lo que era después de la era de Von Braun y su equipo. Sin embargo, según testimonios, cuando Von Braun descartó en 1959 el hidrógeno líquido como combustible de propulsión (equivocándose en su valoración), lo hizo de una manera ofensiva.
Tanto Von Braun como Silverstein dirigieron programas de la NASA en la misma época, una circunstancia notable por el hecho de que Von Braun había colaborado con el régimen nazi hacía poco más de una década (siendo miembro de las SS como otros científicos destacados de la Alemania nazi). Solo se trataba del exponente más notorio de una realidad más amplia, ya que muchos de los científicos e ingenieros del programa espacial estadounidense durante la postguerra y la Guerra Fría eran judíos y —en menor medida pero en destacadas posiciones— alemanes llegados al país tras la guerra (gran parte de ellos en la Operación Paperclip). Aquello suscitó el interés público, aunque más tardío debido a que a pesar de la muy marcada proporción de judíos y alemanes, el protagonismo en aquellos años fue reservado casi siempre a los astronautas.

## Activismo
Silverstein fue uno de los fundadores del Consejo de Cleaveland para el Antisemitismo Soviético, primer grassroots dedicado a los apuros de las comunidades judías de la Unión Soviética y su esfera de influencia entre 1962 y 1982, que daría lugar a otras asociaciones y comités a nivel local y nacional en esta materia. 

## Jubilación y fallecimiento
En 1970, Silverstein se jubiló de la NASA, aceptando un cargo en la Republic Steel Corporation. En 1984, recibió de la NASA el título de Elder Statesman of Aviation, y una década después, en 1997, fue receptor de la prestigiosa medalla Guggenheim «por sus significativas contribuciones al avance de la aviación».
Abe Silverstein falleció el 1 de junio de 2001 en su casa de Fairview Park, Ohio, dejando dos hijos, una hija y cinco nietos; su mujer durante 48 años había fallecido tres años antes. Tras su muerte, la NASA le acreditó oficialmente por haber sido quien había dado nombre a los programas de Mercury y Apolo.
En 2015, la persona de Silverstein fue incorporada al National Aviation Hall of Fame (MAHF), junto a los pioneros de la aviación Robert Cardenas, Robert Hartzell y Gene Kranz.